# Rotkappenspecht
Der Rotkappenspecht (Melanerpes rubricapillus) ist eine Vogelart aus der Familie der Spechte (Picidae). Das Verbreitungsgebiet dieser sehr kleinen Spechtart umfasst das zentrale und südliche Mittelamerika und den Norden Südamerikas. Die Tiere  bewohnen dort trockene bis feuchte, halboffene Landschaften. Diese Spechte fressen viele Arten von Früchten und Beeren sowie Insekten und andere Wirbellose, vor allem Ameisen, Käfer, Grillen und deren Larven. Außerdem trinken die Tiere Nektar aus großen Blüten. Die Art ist häufig und wird von der IUCN als ungefährdet („least concern“) eingestuft.

## Beschreibung
Rotkappenspechte sind sehr kleine Spechte mit relativ langem, leicht meißelförmig zugespitztem und an der Basis recht breitem Schnabel. Der Schnabelfirst ist nach unten gebogen. Die Körperlänge beträgt etwa 16–18 cm, das Gewicht 40–65 g. Sie sind damit nur etwas größer als ein Kleinspecht, aber rund doppelt so schwer. Die Art zeigt wie die meisten Spechtarten einen deutlichen Geschlechtsdimorphismus bezüglich der Färbung. Weibchen sind außerdem etwas kleiner und kurzschnäbeliger als die Männchen.

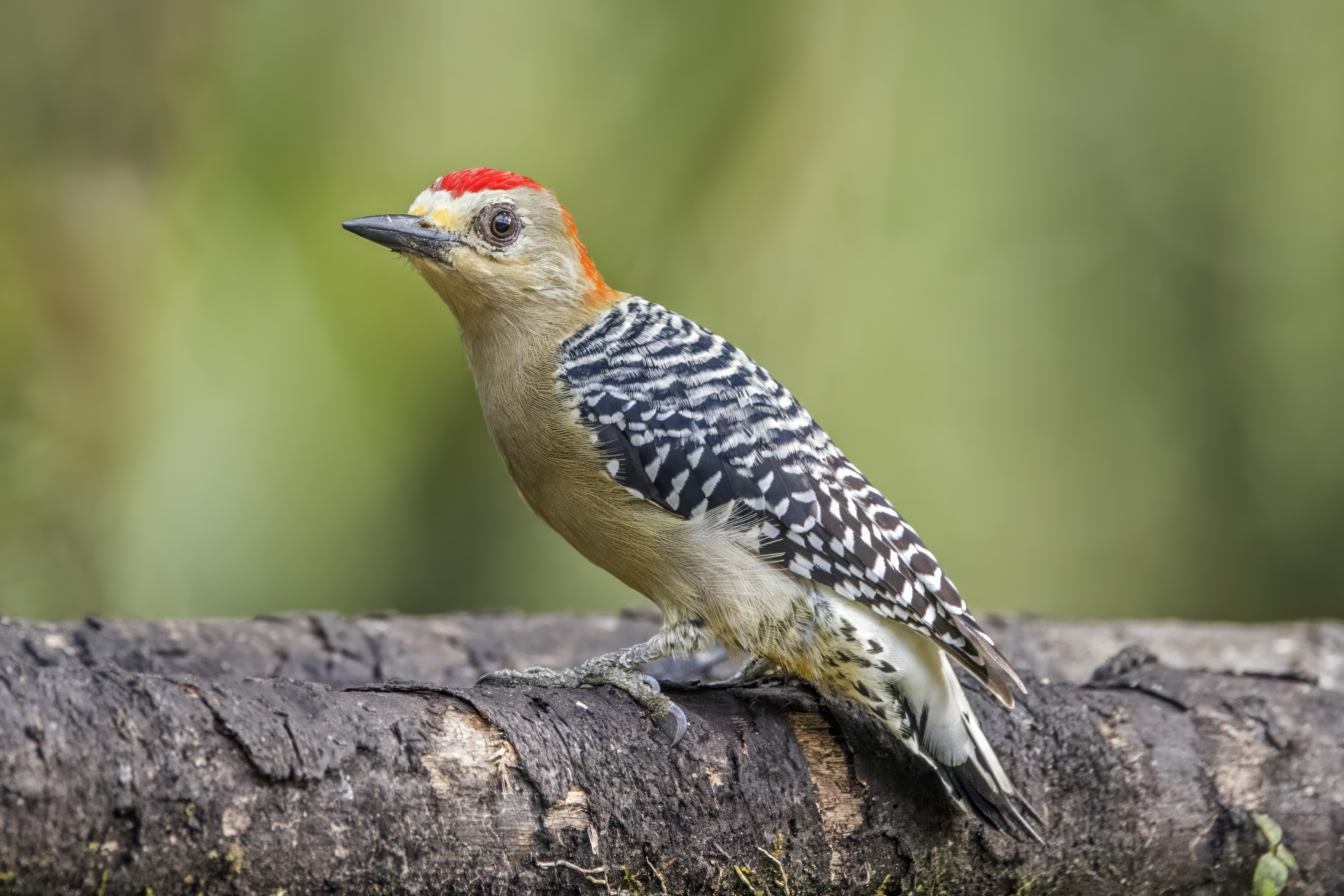
Männlicher Rotkappenspecht

Bei Vögeln der Nominatform sind der untere Rücken, der Bürzel und die Oberschwanzdecken weiß. Die gesamte übrige Oberseite einschließlich der Flügel ist auf schwarzem Grund weiß quergebändert. Die Handschwingen sind mehr braunschwarz mit weißen Spitzen, die weißen Bänder sind auf die Federbasen beschränkt und zu einem weißen Feld verbunden. Der Schwanz ist oberseits schwarz, nur die beiden äußersten Steuerfedern zeigen auf den Außenfahnen ebenfalls eine weiße Querbänderung. Kopfseiten, Hals und die gesamte Unterseite des Rumpfes sind überwiegend einfarbig blass grau-rötlich bis blass bräunlich mit einem Hauch von Oliv oder Gelb. Die Beinbefiederung, die Bauchseiten, die hinteren Flanken sowie die mehr weißlichen Unterschwanzdecken zeigen auf diesem Grund eine schwärzliche, pfeilspitzenartige Bänderung. Die Bauchmitte ist diffus rötlich bis orangerot. Die Unterflügel sind braun mit weißer Querbänderung, wie auf der Oberseite zeigen die Handschwingen auch auf der Unterseite einen basalen weißen Fleck. Die Schwanzunterseite ist etwas heller braunschwarz als die Oberseite mit gelblichen Außenfedern und ebenfalls auf die Außenfahnen des äußersten Steuerfederpaares beschränkter Weißzeichnung.
Der Schnabel ist schwarz, Beine und Zehen sind grau. Die Iris ist rot bis braun, der Augenring graubraun.
Männchen zeigen am Schnabelgrund vor dem Auge eine blassgelbe Zone. Der vordere Oberkopf ist weißlich, der übrige Oberkopf leuchtend rot, Hinterkopf und Nacken mehr orange-rot. Weibchen fehlt die rote Färbung des Oberkopfes, die Rotfärbung ist blasser und auf Hinterkopf und Nacken beschränkt.

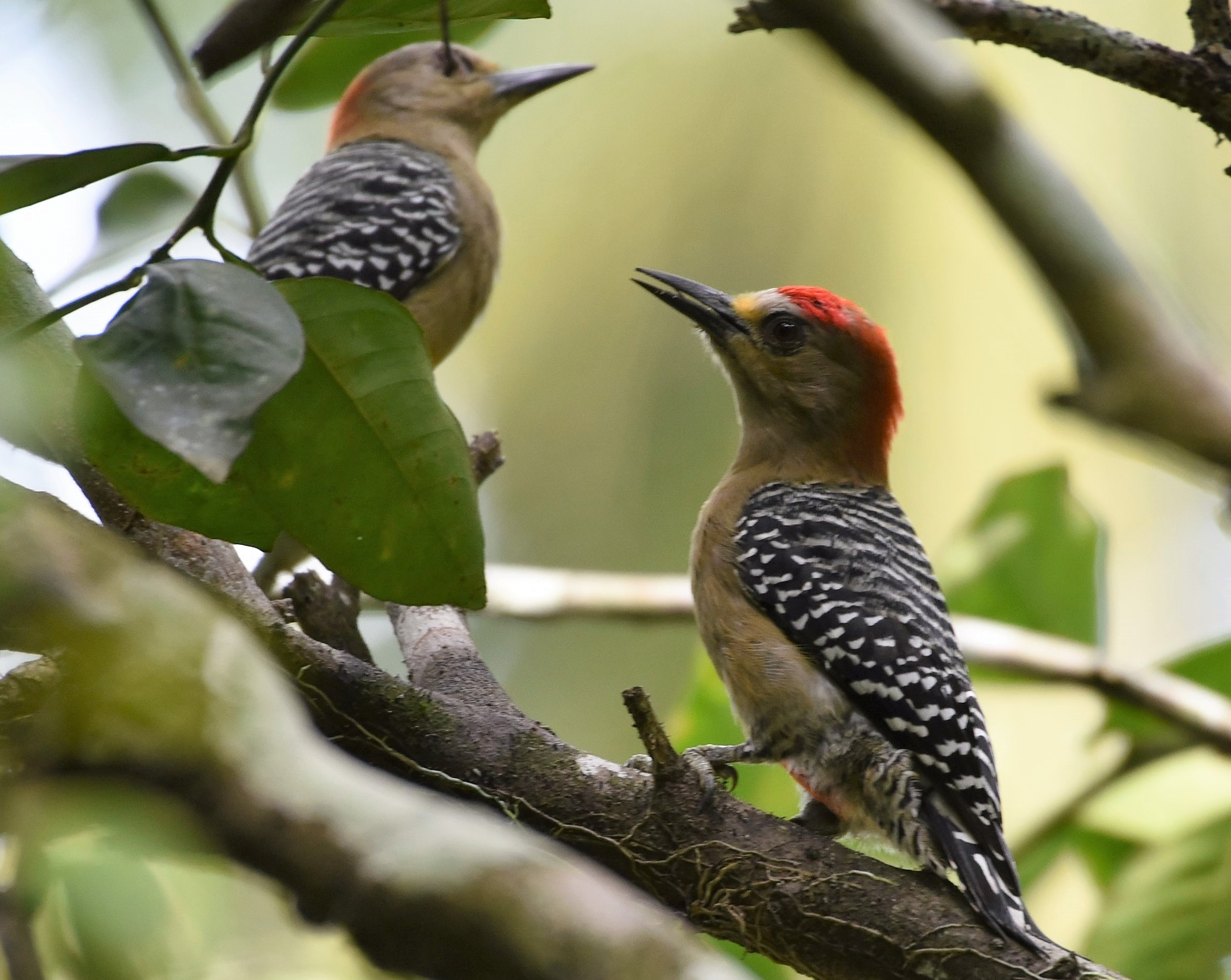
Rotkappenspechte der Nominatform Melanerpes rubricapillus rubricapillus

## Lautäußerungen
Für die Art ist eine Reihe von Rufen bekannt, vor allem ein „tschurr, tschurr, krr-r-r-r“, das häufig gedehnt wird mit einem modulierten hohen Ton und am Ende abrupt mit einem scharfen Laut endet. Bei der Balz wird „wicka, wicka“ gerufen, diese Rufe ähneln denen des Hoffmannspechts. Beide Geschlechter trommeln in der Brutzeit.

## Verbreitung und Lebensraum
Das Verbreitungsgebiet umfasst das zentrale und südliche Mittelamerika und den Norden Südamerikas. Es erstreckt sich in Nord-Süd-Richtung von Belize und Honduras bis in den Norden Kolumbiens und von dort nach Osten bis Surinam. Das Gesamtverbreitungsgebiet umfasst etwa 861.000 km².
Die Tiere bewohnen ein breites Spektrum trockener bis feuchter, halboffener Landschaften, unter anderem offenes Waldland, laubabwerfende Wälder, Trockenwälder, arides und semiarides Buschland, verbuschte Lichtungen und Mangrove, aber auch Kokosnussplantagen, Parks und Gärten. Die Art meidet den dichten Regenwald; wo dieser gerodet wird, wird sie oft häufiger. Rotkappenspechte kommen in Costa Rica und Kolumbien von Meereshöhe bis etwa 1600–1700 m Höhe vor, in Venezuela nördlich des Orinoko bis in Höhen von 1900 m, südlich des Orinoko bis 500 m.

## Systematik
Es werden vier Unterarten anerkannt, von denen drei nur sehr kleine Verbreitungsgebiete haben:
- Melanerpes rubricapillus rubricapillus (Cabanis, 1862); größter Teil des Verbreitungsgebietes.
- Melanerpes r. paraguanae (Gilliard, 1940); Halbinsel Paraguaná im Norden Venezuelas. Langschwänziger als die Nominatform, die Oberseite ist breiter weiß gebändert, der Bauchfleck ist mehr goldgelb als orange-rot. Die Schwanzmitte zeigt ausgeprägte weiße Zeichnungen, die Außenfedern sind hingegen meist einfarbig schwarz. Die Stirn ist blassgelb, ein schmaler Bereich auf dem hinteren Oberkopf ist wie die Kopfseiten blass rötlich braun und trennt dadurch die rote Oberkopffärbung vom Rot des Hinterkopfes und des Nackens. Individuen mit dieser Kopfzeichnung kommen jedoch auch weiter östlich im nördlichen Südamerika vor.
- Melanerpes r. seductus Bangs, 1901; San-Miguel-Island in Panama. Die Unterart ist kurzflügeliger als die Nominatform, die Brust ist etwas dunkler und das Weibchen zeigt auf dem Hinterkopf mehr Rot.
- Melanerpes r. subfusculus (Wetmore, 1957); Coiba-Island in Panama. Etwas kleiner als die Nominatform; die Unterseite ist deutlich dunkler; Brust und Rumpfseiten sind tief dunkel graubraun.

## Verhalten
Rotkappenspechte sind wenig scheue und recht laute Spechte. Die Tiere leben ganzjährig in Paaren, die den Kontakt untereinander durch "churr"-Rufe halten. Wohl einzigartig unter den Spechten ist, dass in Schlafhöhlen häufig rückwärts mit dem Schwanz voran eingeschlüpft wird, möglicherweise weil viele dieser Höhlen klein sind oder sich in einem horizontalen Ast befinden.

## Ernährung
Die Nahrung wird überwiegend auf Bäumen gesucht, meist in unteren und mittleren Höhen. Die Tiere besuchen auch gerne Futterstellen. Diese Spechte fressen viele Arten von Früchten und Beeren sowie  Insekten und andere Wirbellose, vor allem Ameisen, Käfer, Grillen und deren Larven. Außerdem trinken die Tiere auch Nektar aus großen Blüten. Die Nahrung wird durch Hacken in Rinde, durch Stochern in Löchern und Spalten sowie durch Ablesen der Nahrung von Stämmen, Ästen und Laub erlangt. Die Haut größere Früchte wird durchbohrt, um an das Innere zu gelangen, die Tiere klemmen auch Früchte in Spalten, um sie dann mit dem Schnabel zu bearbeiten.

## Fortpflanzung
Rotkappenspechte leben in Paaren. Die Brutzeit ist je nach Verbreitungsgebiet unterschiedlich. In Costa Rica und Panama brütet die Art von Februar bis Juni oder spätestens Juli, in Kolumbien von Mai bis Juni, in Venezuela von Mai bis November und auf Tobago von März bis Juli. Die Höhlen werden meist in Stämmen dünner toter Bäume und in abgestorbenen Ästen in Höhen zwischen 3 und 23 m angelegt, gelegentlich auch in großen Kakteen oder in Zaunpfählen. Beide Partner beteiligen sich am Höhlenbau. Die Gelege umfassen 3–4 Eier, aus denen im Normalfall aber nur zwei Junge schlüpfen. Die Brutzeit beträgt nur etwa 10 Tage, die Nestlingszeit 31–33 Tage. Die Jungvögel bleiben nach dem Ausfliegen noch etwa einen Monat lang bei den Eltern. Zweitbruten kommen gelegentlich vor.

## Bestand und Gefährdung
Angaben zur Größe des Weltbestandes gibt es nicht, die Art ist im größten Teil ihres Verbreitungsgebietes häufig und der Bestand nimmt offenbar zu. Sie wird von der IUCN daher insgesamt als ungefährdet ("least concern") eingestuft.